# Juan Carlos Ferrari
Enrique Grande, conocido por su seudónimo Juan Carlos Ferrari, fue un médico y dramaturgo argentino nacido en Buenos Aires el 1 de octubre de 1917 y fallecido en la misma ciudad el 30 de mayo de 1993.

## Biografía
Nacido en el porteño barrio de La Paternal, desde pequeño Enrique fue incentivado por su padre en el amor por el teatro y la literatura, tanto es así que en 1929 gana un primer premio en un concurso de cuentos infantiles organizado por el diario “La Razón ”.
En 1931 ingresa al colegio Nacional de Buenos Aires, donde continua con su vocación literaria, escribiendo algunos cuentos y obras de teatro, además de una versión cantable del tango “Mano a mano” (de Celedonio Flores) a la que llamó “Quidem pares”.
En 1937 ingresa en la Facultad de Ciencias Médicas, donde en 1944 se recibe de médico cirujano. Comienza a trabajar en el Hospital de Niños en 1938. Durante este lapso de tiempo escribió algunas obras humorísticas y parodias de obras clásicas. Se recibe además de Doctor en Medicina en 1946.
En 1945 se afilia al Partido Demócrata Progresista. 
A mediados de la década del 40, comienza a vincularse con el teatro independiente (Agrupaciones “La Máscara” y “Nuevo teatro”). Es a partir de aquí cuando comienza su mayor producción, pese a esto no abandonó su trabajo como médico en el Hospital de Niños.
En 1958 se lo designa presidente del Consejo Nacional de Salud Pública en el Ministerio de Acción Social y Salud Pública, cargo que ocupará hasta 1977. En 1960 consigue un máster en la Universidad Johns Hopkins, de Baltimore (EE. UU.).
En 1964 se aleja del  Partido Demócrata Progresista, en este año debe exiliarse en Uruguay. Es separado de su cargo en el Hospital de Niños por razones políticas. También ese año escribe Tres historias fantásticas, única obra de cine.
Entre 1963 y 1968 se desempeña como profesor de “Historia del Teatro en la Edad Moderna ” en la Escuela Superior de Arte Dramático. Además conduce un programa radial llamado “la salud de sus hijos” donde daba consejos para madres, en Radio Belgrano.
En 1967 es nombrado vicepresidente de Argentores "Sociedad General de Autores de la Argentina", y en 1971 (cargo que repetiría en 1980) miembro de la comisión directiva de la SADE (Sociedad Argentina de Escritores). En esta época se desempeña también como director de la revista “Salud Argentina” y como asesor de la revista “Jornada Médica”. Fue asimismo en esta época Profesor de Dramaturgia del 1.er. Año del Curso Trianual de Dramaturgia de Argentores. Durante la década del 60 escribe "Las ranas cantan de noche", que obtuviera el Premio Municipal y Premio Argentores, al igual que "Las Nueve Tías de Apolo". "Los Culpables" en 1969 y en 1978 se estrenó "Entre la Ropa Tendida".
En 1972 se lo designa miembro de número de la Academia Porteña de Lunfardo. Fue parte de los artistas e intelectuales prohibidos por el Proceso de Reorganización Nacional.
En 1981 se desempeñó como profesor del curso de capacitación autoral de ARGENTORES.
También fue designado profesor de Higiene y de Ciencias Biológicas en importantes colegios de Buenos Aires, como ser el Colegio Nacional de Buenos Aires y la Escuela de Comercio Carlos Pellegrini. Dictó diversas conferencias que abarcaban tanto temáticas médicas como literarias, y colaboró en revistas y periódicos como “Mucho Gusto”, “Democracia” y “Noticias Gráficas”.

## Producción literaria

### Obras de teatro
- 1950 “Cuando empieza el luto”
- 1951 “El tío Arquímedes”
- 1952 “Ese camino difícil”
- 1952 “Los culpables”
- 1953 “Por arte de magia”
- 1953 “El mazorquero”
- 1954 “Las campanas de Verona”
- 1955 “La ñata”
- 1958 “Las nueve tías de Apolo” (Premio ARGENTORES, mejor comedia).
- 1959 “Siempre vale la pena”
- 1963 “Las ranas cantan de noche” (Primer premio municipal, y premio ARGENTORES).
- 1969 “Namun-co”
- 1972 “Tú, yo y el tiempo”
- 1973 “Crimen en el tigre”
- 1973 “Extraño episodio”
- 1975 “Trinidad”
- 1976 “Entre la ropa tendida” (sainete)

### Ensayo
- 1966 “Análisis de la filosofía de Jaspers”

### Cuento
- 1972 “Mi prima”
- 1972 “Los pasteles”
- 1972 “El rouge”

(Estos tres publicados en la revista “Chabela”)

## Vida personal
Contrae matrimonio en 1947 con Matilde Glade, y tiene tres hijos: Marta, Alfredo y Enrique (quien fallece en un choque de autos). Sus hijos siguieron la carrera médica.